# کانتیننتال دیواید (نیومکزیکو)
کانتیننتال دیواید (به انگلیسی: Continental Divide) یک منطقهٔ مسکونی در ایالات متحده آمریکا است که در شهرستان مک‌کینلی واقع شده‌است. کانتیننتال دیواید ۲٬۲۰۳٫۱۲ متر بالاتر از سطح دریا واقع شده‌است.